# Valdez Trail

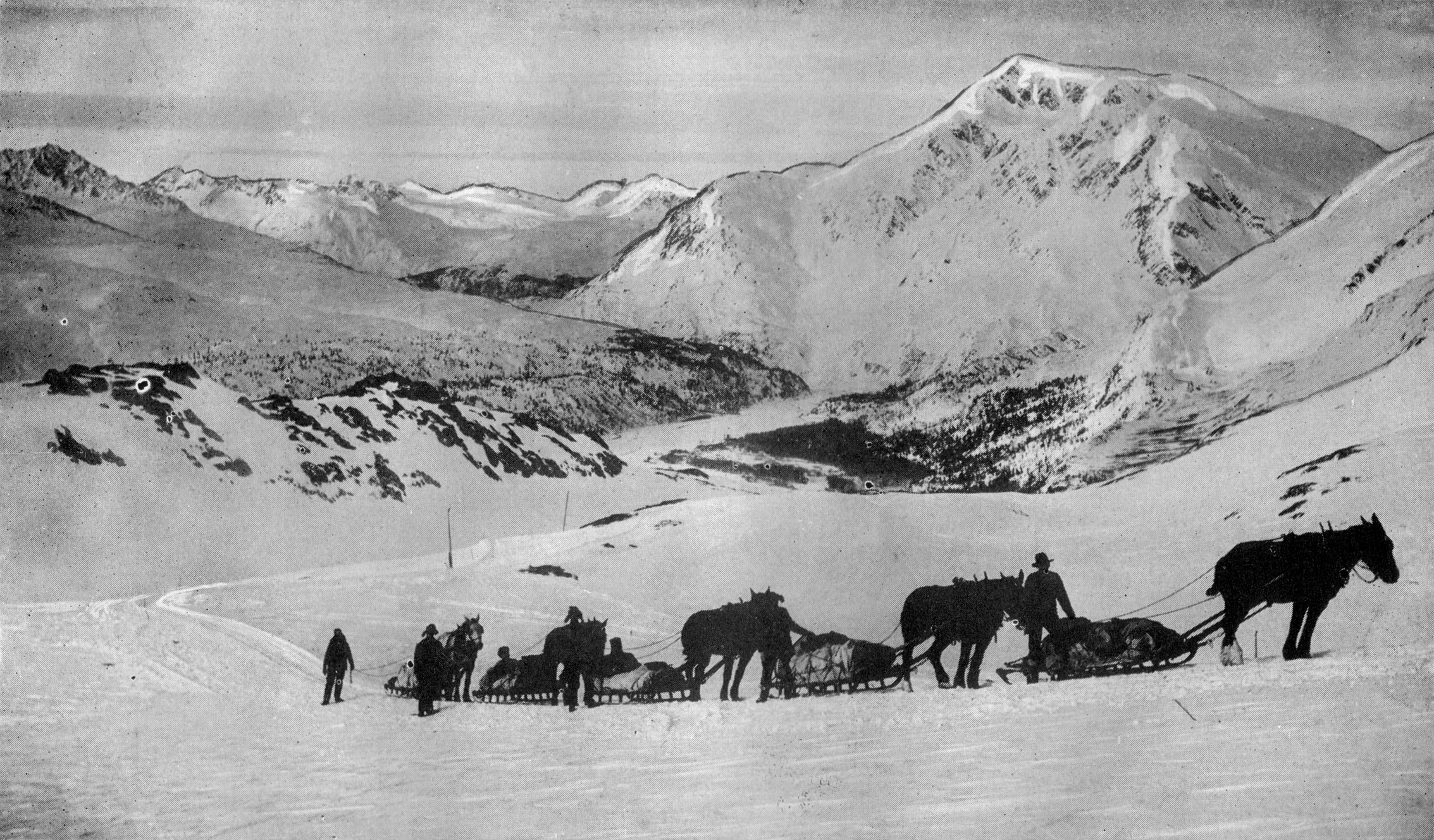
Der Trail durch die Chugach Mountains im Norden von Valdez, um 1900

Der Valdez Trail ist ein ehemaliger Weg in Alaska, der zunächst Valdez mit Eagle und später auch mit Fairbanks verband.

## Geschichte
Der Goldrausch am kanadischen Klondike River Ende des 19. Jahrhunderts führte den Großteil der Goldsucher über Dyea und den Chilkoot Pass oder über Skagway und den White Pass nach Kanada, wo der größte Teil des Weges zu den Goldfeldern zurückzulegen war. Viele US-amerikanische Goldsucher nahmen jedoch Anstoß an dem weiten Weg durch unter fremder Hoheit stehendes Territorium. Die Regierung der Vereinigten Staaten genehmigte daraufhin den Bau einer alternativen Route durch Alaska.
William R. Abercrombie von der United States Army erkundete 1898 mögliche Routenführungen. Bereits im Jahr darauf befanden sich Goldsucher auf der ausgewählten und erst halb fertiggestellten Strecke von Valdez am Prince William Sound nach Eagle am Yukon nahe der Grenze zu Kanada. 1901 stellte das Militär den Trail bis Eagle fertig.
Der Goldrausch am Klondike River begann zu diesem Zeitpunkt jedoch bereits wieder abzuflauen und 1902 wurde im Tanana Valley bei Fairbanks Gold gefunden. Der Pfad von Valdez nach Eagle wurde daraufhin nur noch entlang dem Copper River bis zum Gakona River beim heutigen Gakona genutzt, von wo aus die Goldsucher die Alaskakette über den Isabel Pass überquerten und dann dem Verlauf des Tanana Rivers bis Fairbanks folgten. 1904 war der Trail von Valdez nach Fairbanks der meist benutzte Transportweg im Interior.
1905 schuf US-Präsident Theodore Roosevelt die Alaska Road Commission, deren Vorsitzender Wilds P. Richardson wurde. Richardson kümmerte sich in den folgenden Jahren um die Erschließung des Binnenlands und den Ausbau des Valdez Trails. Entlang der Strecke entstanden von Siedlern betriebene Rasthäuser. Einige davon wurden Keimzellen für spätere Siedlungen wie Copper Center, Big Delta oder Salcha.
1913 befuhr das erste Auto den Pfad. 1919 benannte die Road Commission die mittlerweile deutlich ausgebaute Strecke zu Ehren von Wilds P. Richardson in Richardson Road um.
Heute verlaufen Teile des Glenn und des Richardson Highways entlang der Route des Valdez Trails. Der Teil des Trails zwischen Tanana River und Fortymile River auf der ursprünglichen Route nach Eagle ist jedoch seit den Tagen des Goldrauschs weitgehend unberührt geblieben. Andere Teilstücke, wie das in der Nähe des Besucherzentrums des Wrangell-St.-Elias-Nationalparks, zeigen spätere Ausbaustufen.
Der Valdez Trail war der erste ausgebaute Pfad ins Innere Alaska und hat wesentlich zu dessen Erschließung beigetragen. Menschen, Waren und Post wurden auf ihm transportiert. Bergbauaktivitäten und die Entstehung der zugehörigen Industrie wurden durch den Trail begünstigt.